# Anastoechus dolosus
Anastoechus dolosus är en tvåvingeart som beskrevs av Hesse 1938. Anastoechus dolosus ingår i släktet Anastoechus och familjen svävflugor. Inga underarter finns listade i Catalogue of Life.